# 겜블러 (2014년 영화)
《겜블러》(영어: The Gambler)는 미국에서 제작된 루퍼트 와이엇 감독의 2014년 범죄 드라마 스릴러 영화이다. 1974년 동명 영화를 리메이크하였다. 마크 월버그 등이 출연하였다.

## 출연진
- 마크 월버그
- 존 굿맨
- 브리 라슨
- 마이클 K. 윌리엄스
- 제시카 랭
- 안드레이 브라워
- 앨빈 잉
- 도미닉 롬바도지
- 에머리 코언
- 스티브 박
- 릴런드 오서
- 조지 케네디
- 리처드 시프
- 로런 위드먼
- 에이민 조지프
- 제시카 반
- 소니아 월거
- 제이컵 버트런드

## 기타 제작진
- 세트: 매기 마틴
- 의상: 재클린 웨스트